# Benjamin Byron Davis

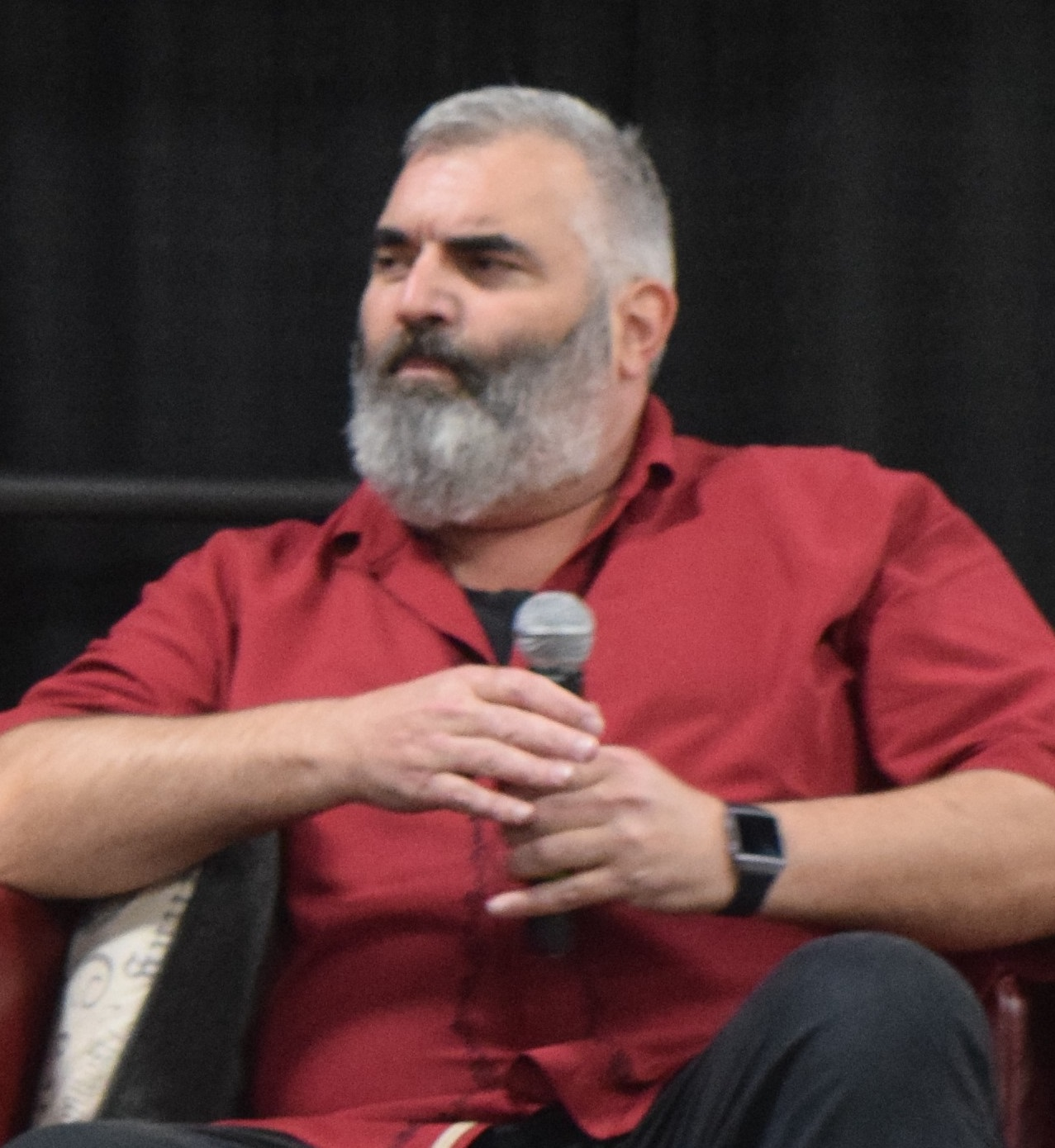
Benjamin Byron Davis auf der Great Philadelphia Comic-Con 2019

Benjamin Byron Davis (* 21. Juni 1972 in Boston) ist ein US-amerikanischer Schauspieler, Autor, Regisseur und Synchronsprecher. Primär hat er in Fernsehserien mitgewirkt wie etwa Without a Trace, Criminal Minds, Gilmore Girls, Windfall, MADtv, Six Feet Under und vielen weiteren Serien. Zusätzlich zu seinen Auftritten im Fernsehen, tritt Davis auch auf der Bühne auf. Er sprach und lieferte Motion Capturing für mehrere Charaktere in verschiedenen Rockstar-Titeln, wobei er für seine Rolle als Dutch van der Linde in Red Dead Redemption und Red Dead Redemption 2 am bekanntesten ist.

## Laufbahn
Davis besuchte die Noble and Greenough School, die University of Chicago und die Tisch School of the Arts als Teil der New York University. Seine erste Schauspielrolle bekam er 1997 im Film Flushed als Dragqueen namens Zeius. Seine wohl größte Rolle bekam er 2010, als er in Red Dead Redemption zum Synchronsprecher von Dutch van der Linde wurde, der ein berüchtigter Cowboy und Anführer einer Bande von Gesetzlosen, der Van der Linde Gang, ist. Ebenfalls hatte er eine Rolle in Grand Theft Auto: San Andreas als Pedestrian und in Criminal Minds als Burt Lang.

## Filmografie (Auswahl)
Filme
- 1998: Getting Personal
- 1999: Flushed
- 2005: Black Eyed Sue (Kurzfilm)
- 2005: Untitled Susie Essman Project (Fernsehfilm)
- 2006: Lies & Alibis
- 2008: Miracle of Phil (Kurzfilm)
- 2008: Q: Secret Agent (Kurzfilm)
- 2011: CIS: Las Gidi
- 2011: Talida (Kurzfilm)
- 2012: Faded (Kurzfilm)
- 2013: Somewhere Slow
- 2015: I’m Patrick, and You’re Insane (Kurzfilm)
- 2016: X Ambassadors: Low Life (Kurzfilm)
- 2016: Das Belko Experiment (The Belko Experiment)
- 2017: Madtown (Fernsehfilm)
- 2018: Ant-Man and the Wasp
- 2018: Stay (Fernsehfilm)
- 2023: Guardians of the Galaxy Vol. 3
- 2024: Borderlands

Fernsehserien
- 1999: Chowdaheads (Stimme von Buff Bagwell)
- 2002: Six Feet Under – Gestorben wird immer (Six Feet Under, eine Episode)
- 2002: Off Centre (eine Episode)
- 2002: MADtv (eine Episode)
- 2004: Las Vegas (eine Episode)
- 2005: The Comeback (eine Episode)
- 2006: Drake & Josh (Episode The Demonator)
- 2006: Related (eine Episode)
- 2006: Windfall (zwei Episoden)
- 2006: Standoff (eine Episode)
- 2006: Gilmore Girls (eine Episode)
- 2007: Heroes (eine Episode)
- 2008: Without a Trace – Spurlos verschwunden (Without a Trace, eine Episode)
- 2009: Criminal Minds (eine Episode)
- 2010: Navy CIS: L.A. (NCIS: Los Angeles, eine Episode)
- 2010: Medium – Nichts bleibt verborgen (Medium, eine Episode)
- 2010: Sonny with a Chance (eine Episode)
- 2010: Desperate Housewives (Episode Down the Block There’s a Riot)
- 2010: Twentysixmiles (eine Episode)
- 2011: The Homes (eine Episode)
- 2011: Bones – Die Knochenjägerin (Bones, eine Episode)
- 2011: Chuck (eine Episode)
- 2012: Up All Night (eine Episode)
- 2013: The Goodwin Games (eine Episode)
- 2013: Ironside (eine Episode)
- 2014: How I Met Your Mother (eine Episode)
- 2014: Parks and Recreation (eine Episode)
- 2016: Rizzoli & Isles (eine Episode)

### Videospiele
- 2004: Grand Theft Auto: San Andreas als Pedestrian / Radio Commercial
- 2010: Red Dead Redemption als Dutch van der Linde / Nastas
- 2011: L.A. Noire als Paul Kadarowski
- 2018: Red Dead Redemption 2 als Dutch van der Linde